# EK-Verlag

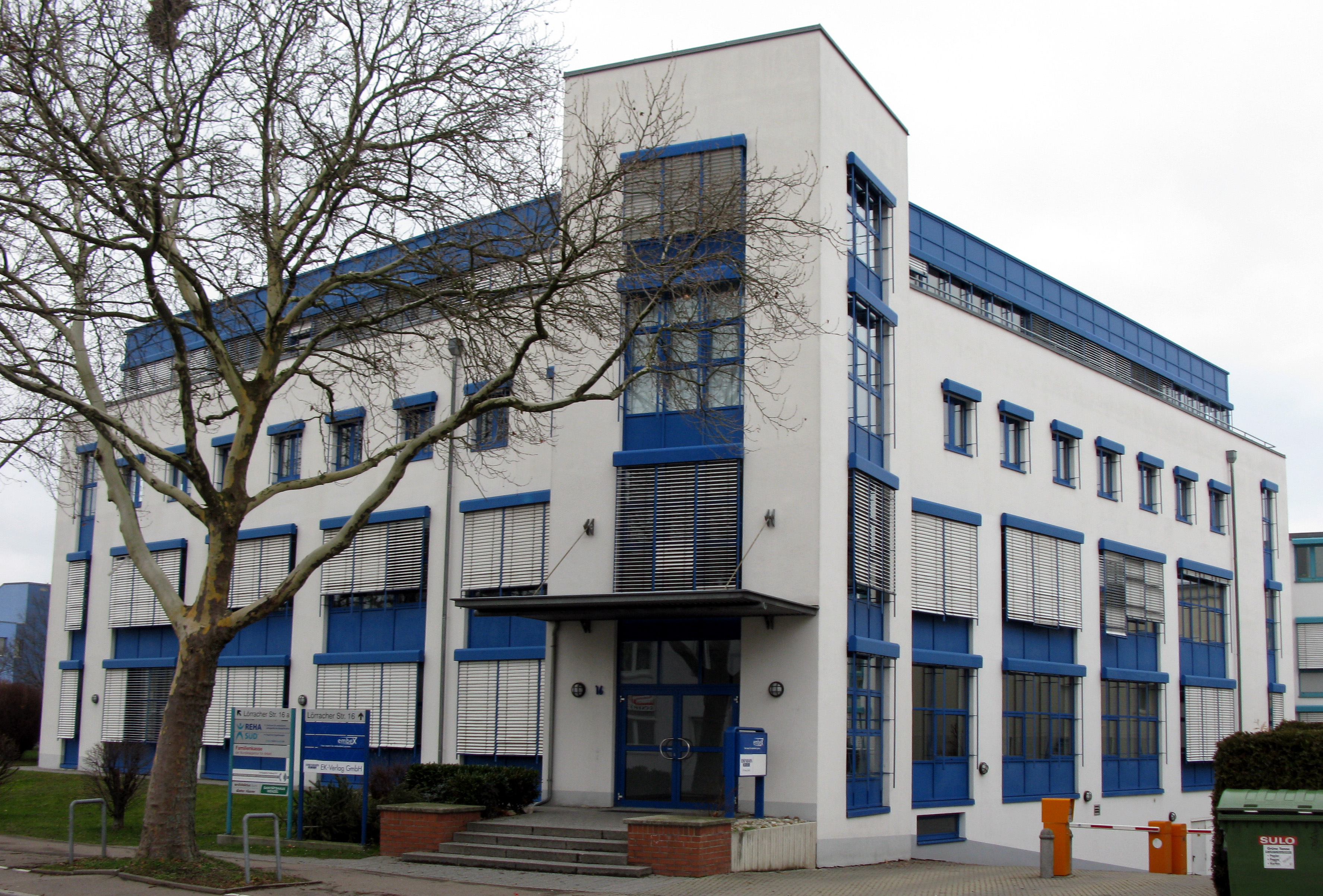
Ehemaliger Sitz des EK-Verlags in Freiburg

Der EK-Verlag  ist ein deutscher Verlag mit Veröffentlichungen zur aktuellen und historischen Eisenbahn- und Lokomotivtechnik sowie Eisenbahn- und Verkehrsgeschichte, Modellbahnen, Stadtverkehr und der Schienenfahrzeugindustrie mit Sitz in Freiburg im Breisgau. 
Der Verlag arbeitet mit den Unternehmen der deutschen Schienenfahrzeugindustrie und zahlreichen Eisenbahnunternehmen im deutschsprachigen Raum im Bereich Corporate Publishing zusammen.

## Geschichte
Das Unternehmen geht auf eine Gruppe von Eisenbahnfreunden in Wuppertal zurück, der unter anderem der Eisenbahn- und Lokomotivfotograf Carl Bellingrodt angehörte. Diese Gruppe entwickelte einst mit dem Eisenbahn-Kurier ein Mitteilungsblatt, das sich in den ersten Jahren schwerpunktmäßig mit den Bundesbahndampflokomotiven befasste.
Mit der Einstellung der ebenfalls in Wuppertal erscheinenden VdEF-Mitteilungen wurde der Eisenbahn-Kurier offizielles Organ des Vereins der Eisenbahnfreunde (VdEF). Bellingrodt vererbte sein Bildarchiv an den Eisenbahn-Kurier, der seitdem regelmäßig Aufnahmen aus der Sammlung veröffentlicht.
Seit 2009 ergänzen Bücher und Kalender zu Bus- und Autothemen, Nutzfahrzeugen und Stadtgeschichte das umfangreiche Programm. Zeitweise ergänzten besondere Kalenderthemen und die Zeitschrift RoadSide Magazine das Verlagsprogramm.
Seit August 2022 ist der EK-Verlag Teil der Stuttgarter VMM Verlag + Medien Management Gruppe GmbH.

## Verlegte Zeitschriften
- Eisenbahn-Kurier
- Eisenbahn-Kurier Special
- Eisenbahn-Kurier Themen
- Eisenbahn-Kurier Aspekte
- Modellbahn-Kurier
- Modellbahn-Kurier Special
- Stadtverkehr

## Buchreihen
- Baureihen-Bibliothek:

Dampflokomotiven, Elektrolokomotiven und Diesellokomotiven sowie die Baureihen-Bibliothek Moderne Baureihen.
- Eisenbahngeschichte, Eisenbahn-Bildarchiv, Eisenbahn-Bildbände, Alte Meister der Eisenbahn-Photographie sowie die Buchreihe über die Verkehrsknoten in Deutschland.
- Kursbuch der deutschen Museums-Eisenbahnen
- Straßen- und Stadtbahnen in Deutschland, Deutsche Klein- und Privatbahnen, EK-Bibliothek Nahverkehr.

## Kalender-Edition
Jedes Jahr erscheinen großformatige Kalender zu folgenden Themen:
Deutscher Reichsbahn-Kalender, Dampfbahn-Route Sachsen, Nordamerika, Globetrotter, Deutschlandreise, Feldbahnen, Dampflokomotiven, Modellbahnen, MOLLI, Harzer Schmalspurbahnen, Sauschwänzlebahn, Baureihe 218 (Diesellok), Ludmilla (Diesellok V 300), Alpenbahnen, Glacier-Express, Stadtverkehr, Omnibusse, Lastwagen und Traktoren.

## DVD-Videothek
Berühmte Züge und Lokomotiven, Baureihen, Historische Bahnen der Welt, Alpenbahnen, Eisenbahngeschichte, Bahnen und Strecken, Stolz der DR, Nahverkehr, Führerstandsmitfahrten und Eisenbahn-Video-Kurier